# Ostrohove
Ostrohove is een wijk in de Franse gemeente Saint-Martin-Boulogne in het departement Pas-de-Calais.
De wijk ligt meer dan twee kilometer ten zuidwesten van het dorpscentrum van Saint-Martin-Boulogne, in het uiterste zuidwesten van de gemeente, tegen de grens met Saint-Léonard ten zuiden, Outreau ten westen en de stad Boulogne-sur-Mer ten noorden. De wijk is vergroeid met de verstedelijking van Boulogne-sur-Mer, waarvan het de oude stadskern minder dan twee kilometer ten noorden ligt.
Ten westen van Ostrohove loopt de Liane.

## Geschiedenis
Oude vermeldingen van de plaats gaan terug tot 1121 als Westrehove.
Op de 18de-eeuwse Cassinikaart is de plaats aangeduid als Ostrohove.
Op het eind van het ancien régime op het eind van de 18de eeuw, toen de gemeenten werden gecreëerd, werd het gehucht een deel van de gemeente Saint-Martin-Boulogne.
Op 31 december 1803 (9 nivôse XII) werd Ostrohove samen met nog een aantal gehuchten van Saint-Martin bij de de gemeente Boulogne-sur-Mer gevoegd. Bij een koninklijke verordening van 26 juni 1821 ging Ostrohove samen met een aantal andere gehuchten terug naar de gemeente Saint-Martin-Boulogne.
In 1936-1937 werd hier een kerk opgetrokken, de Église Saint-Ide.

## Bezienswaardigheden
- De Église Sainte-Ide, in 2015 ingeschreven als monument historique

Bad'Huit · Bertinghen · Bréquerecque · Maquétra · Marlborough · Mont Lambert · Ostrohove Saint-Martin-Boulogne · Warocquerie · Watine